# 塞岱
塞岱，中國滿洲正紅旗人，中國清朝政府官員，他於1781年出任巡視台灣監察御史。該官職滿漢人各一，而滿人的他與雷輪為同任御史。